# Moroviné
Moroviné est une localité rurale au nord de la Côte d'Ivoire dans le District des Savanes, appartenant à la région du Poro. La localité de Moroviné est administrativement rattachée au département de Korhogo. 